# إيلي روجرز
إيلي روجرز (بالإنجليزية: Eli Rogers)‏ هو لاعب كرة قدم أمريكية أمريكي، ولد في 23 ديسمبر 1992 في ميامي في الولايات المتحدة.

## وصلات خارجية
- إيلي روجرز على موقع مرجع كرة القدم المحترفة.كوم (الإنجليزية)